# Презвитеријанство
Презвитеријанство је облик протестантског хришћанства који се обично придржава калвинистичке богословске традиције и чија верска служба се врши према Презвитеријанском учењу, која наглашава Божију милост кроз веру у Христа, ауторитет Светог писма, где се не признају виши црквени чинови од презвитерског. Презвитер потиче од грчке речи и има значење „свештеник”.

## Историја
Презвитеријанство се развило током 18. века, у највећој мери, у Шкотској те је потврђено као црквена власт у Шкотској Законом о Унији 1707. године. Већина презвитеријанаца који данас живе у Енглеској су шкотског и ирског порекла, а презвитеријанство се такође проширило и на Северну Америку захваљујући Шкотима и шкотско-ирским досељеницима. Презвитеријанске деноминације у Шкотској користе теологију Калвина и његових непосредних наследника, иако постоји широки распон теолошких погледа у савременом презвитеријанству.
Модерно презвитеријанство своје институционалне корене вуче од времена Шкотске реформације. Локалним конгрегацијама управљају Презвитеријанске управе представника конгрегације, а скупштинско начело се користи и на другим нивоима одлучивања. У теорији, у презвитеријанству не постоје епископ. Ипак неке презвитеријанске групе у источној Европи, имају епископе. Функција старешине је још једна специфичност презвитеријанства: то су посебно изабрани лаици који учествују у управљању парохијама и одлучивању на свим нивоима. Функција ђакона је, пак, усмерена према бризи за чланове цркве, њихове породице и заједнице. У неким конгрегацијама активне старешине и ђакони служе мандат од три године па се потом ротирају. Функције пастора, старешине и ђакона започињу избором; једном када је пастор изабран, може задржати титулу до краја живота. Особа може истовремено бити и старешина и ђакон.
Корени презвитеријанства су у Реформацији у 16. веку, где је посебно значајан утицај Жана Калвина. Већина реформисаних цркава које потичу из Шкотске су или презвитеријанске или конгрегационалистичке по својој организацији.
Дио презвитеријанаца је у 20. веку играо важну улогу у екуменском покрету, укључујући и Светски савез цркава. Многе презвитеријанске деноминације су пронашле начине сарадње са другим црквама реформисаним као и хришћанима других традиција, посебно кроз Светску заједницу реформисаних цркава. Неке презвитеријанске цркве су ушле у унију са другим црквама, поготово конгрегационалистичким, лутеранским, англиканским и методистичким.